# گیبسون (جورجیا)
گیبسون، جورجیا (به انگلیسی: Gibson, Georgia) یک شهر در ایالات متحده آمریکا با جمعیت ۶۹۴ نفر است که در جورجیا واقع شده‌است.

## موقعیت جغرافیایی
موقعیت جغرافیایی شهرها و مناطق اطراف به شرح زیر است: